# Фолкнер, Бенджамин
Бенджамин Фолкнер (англ. Benjamin Rawlinson Faulkner; 1787 — 1849) — английский художник-портретист.

## Биография
Родился в Манчестере в 1787 году.
Первоначально работал в торговле в одной из компаний в Гибралтаре. Когда Гибралтарский гарнизон подвергся эпидемии чумы, Бенджамин заболел и с трудом вернулся в Англию. В середине 1810 годов, выздоравливая, он обнаружил в себе талант к рисованию, который был поддержан его братом Джошуа, который был художником. Под руководством брата он начал знакомиться с живописью и художниками. Перебравшись в Лондон, Фолкнер начал свою карьеру в качестве портретиста, но здесь он был менее заметен, чем в своём родном городе.
Впервые выставлялся в 1821 году в Королевской Академии, отправив туда два портрета. Здесь он выставлял свои произведения до конца жизни. Как правило, писал портреты, иногда — пейзажи окрестностей Манчестера. Помимо живописи, Фолкнер занимался музыкой, был органистом церкви Ирвинга в Hatton Garden.
Умер в 29 октября 1849 года в North End, Фулхэм.

Некоторые работы
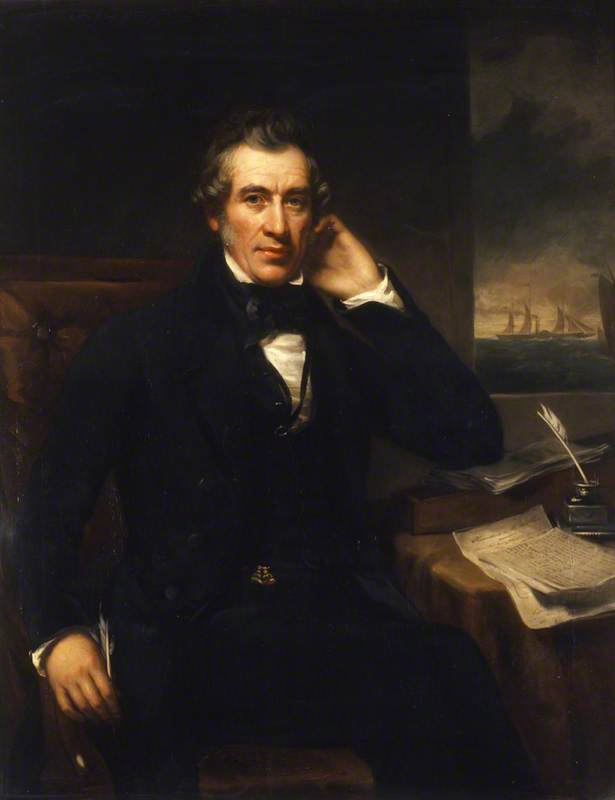
Портрет Уильяма Фейрберна
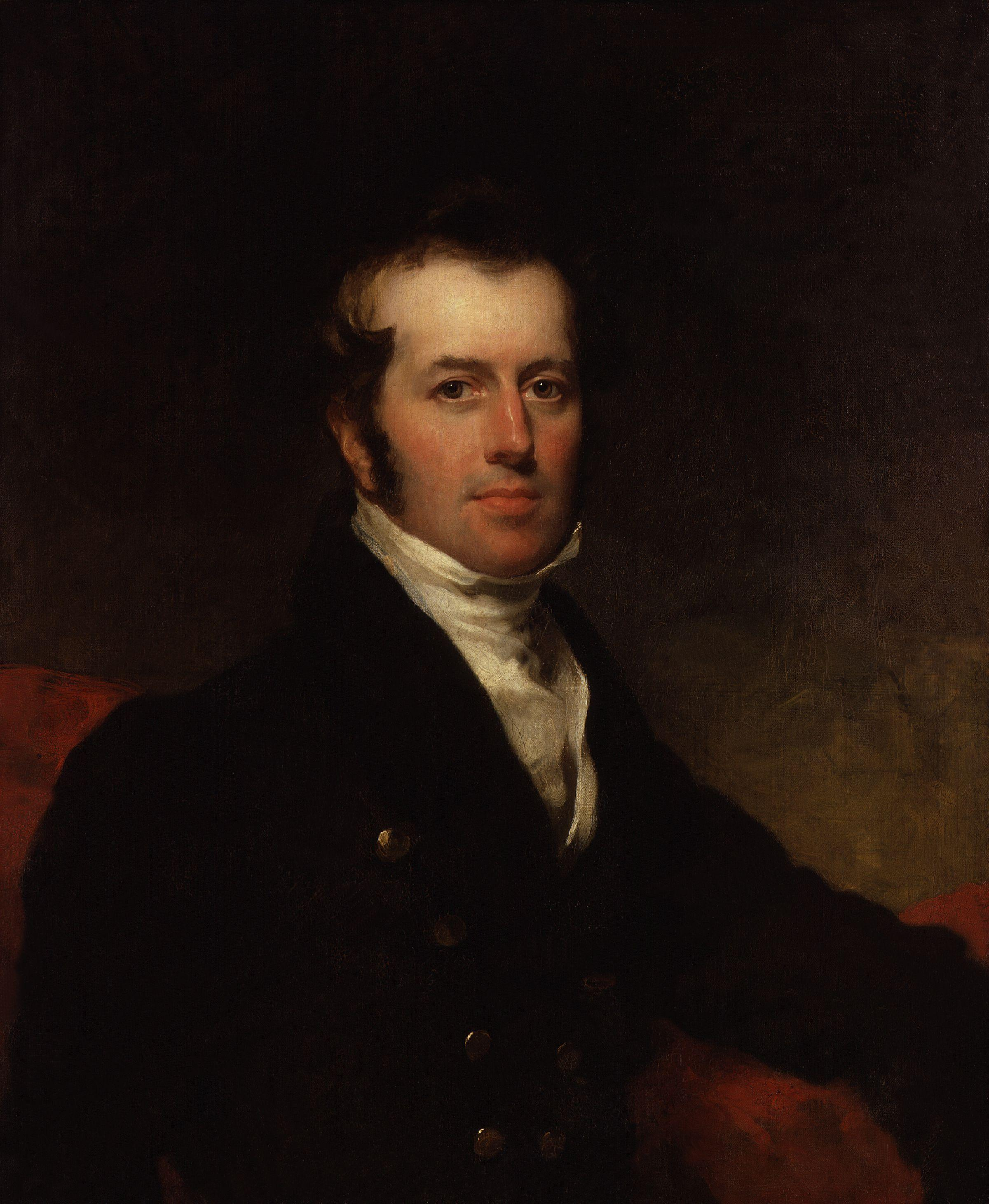
Портрет Джона Чилдрена